# Renee Montgomery
Renee Danielle Montgomery (St. Albans, 2 de diciembre de 1986) es una baloncestista estadounidense de la Women's National Basketball Association (WNBA) que ocupa la posición de base.
Fue reclutada por los Minnesota Lynx en la 4° posición de la primera ronda del Draft de la WNBA de 2009, equipo donde militó ese año para pasar luego a los Connecticut Sun (2010-2014), Seattle Storm (2015) y volver nuevamente a los Minnesota Lynx en 2015, donde juega actualmente; además, desde ese mismo año es parte de los Canberra Capitals.
En 2009 recibió el Premio Nancy Lieberman,  mientras que en el año 2012 fue galardonada como la Mejor Sexta Mujer de la WNBA, mientras que con su equipo, se alzó con el título de la WNBA en 2015; además, ese mismo año fue seleccionada para el All-Star Game de la WNBA.

## Estadísticas

### Totales
| Año                                                                                              | Equipo | J   | JI | MJ   | TC  | ITC  | TC%  | 3P  | 3PA | 3P%  | 2P  | 2PA  | 2P%  | TL  | ITL | TL%  | RBO | RBD | RBT | AST | STL | BLK | TOV | PF  | PTS  |
| ------------------------------------------------------------------------------------------------ | ------ | --- | -- | ---- | --- | ---- | ---- | --- | --- | ---- | --- | ---- | ---- | --- | --- | ---- | --- | --- | --- | --- | --- | --- | --- | --- | ---- |
| 2009                                                                                             | MIN    | 34  | 9  | 764  | 102 | 250  | .408 | 42  | 121 | .347 | 60  | 129  | .465 | 60  | 72  | .833 | 15  | 51  | 66  | 72  | 25  | 9   | 66  | 37  | 306  |
| 2010                                                                                             | CON    | 34  | 23 | 940  | 158 | 394  | .401 | 66  | 189 | .349 | 92  | 205  | .449 | 71  | 83  | .855 | 14  | 60  | 74  | 138 | 47  | 3   | 78  | 67  | 453  |
| 2011 ★                                                                                           | CON    | 34  | 34 | 991  | 154 | 385  | .400 | 61  | 159 | .384 | 93  | 226  | .412 | 126 | 152 | .829 | 12  | 61  | 73  | 167 | 49  | 3   | 89  | 46  | 495  |
| 2012                                                                                             | CON    | 34  | 0  | 816  | 116 | 333  | .348 | 47  | 129 | .364 | 69  | 204  | .338 | 117 | 138 | .848 | 8   | 55  | 63  | 89  | 35  | 3   | 76  | 52  | 396  |
| 2013                                                                                             | CON    | 23  | 18 | 624  | 81  | 222  | .365 | 36  | 110 | .327 | 45  | 112  | .402 | 35  | 39  | .897 | 7   | 34  | 41  | 71  | 18  | 1   | 56  | 39  | 233  |
| 2014                                                                                             | CON    | 33  | 0  | 537  | 78  | 209  | .373 | 35  | 106 | .330 | 43  | 103  | .417 | 31  | 40  | .775 | 5   | 20  | 25  | 78  | 20  | 2   | 44  | 40  | 222  |
| 2015                                                                                             | TOT    | 36  | 7  | 643  | 83  | 223  | .372 | 33  | 106 | .311 | 50  | 117  | .427 | 30  | 37  | .811 | 7   | 46  | 53  | 99  | 29  | 4   | 53  | 60  | 229  |
| 2015                                                                                             | SEA    | 17  | 2  | 303  | 40  | 106  | .377 | 20  | 51  | .392 | 20  | 55   | .364 | 20  | 23  | .870 | 3   | 28  | 31  | 51  | 16  | 3   | 34  | 35  | 120  |
| 2015                                                                                             | MIN    | 19  | 5  | 340  | 43  | 117  | .368 | 13  | 55  | .236 | 30  | 62   | .484 | 10  | 14  | .714 | 4   | 18  | 22  | 48  | 13  | 1   | 19  | 25  | 109  |
| Carrera                                                                                          |        | 228 | 91 | 5315 | 772 | 2016 | .383 | 320 | 920 | .348 | 452 | 1096 | .412 | 470 | 561 | .838 | 68  | 327 | 395 | 714 | 223 | 25  | 462 | 341 | 2334 |
| Notas: J=Juegos; JI=Juegos iniciales; MJ=Minutos jugados; ITC=Intentos de TC; ITL=Intentos de TL |        |     |    |      |     |      |      |     |     |      |     |      |      |     |     |      |     |     |     |     |     |     |     |     |      |

### Por juego
| Año                                                                                              | Equipo | J   | JI | MJ   | TC  | ITC  | TC%  | 3P  | 3PA | 3P%  | 2P  | 2PA | 2P%  | TL  | ITL | TL%  | RBO | RBD | RBT | AST | STL | BLK | TOV | PF  | PTS  |
| ------------------------------------------------------------------------------------------------ | ------ | --- | -- | ---- | --- | ---- | ---- | --- | --- | ---- | --- | --- | ---- | --- | --- | ---- | --- | --- | --- | --- | --- | --- | --- | --- | ---- |
| 2009                                                                                             | MIN    | 34  | 9  | 22.5 | 3.0 | 7.4  | .408 | 1.2 | 3.6 | .347 | 1.8 | 3.8 | .465 | 1.8 | 2.1 | .833 | 0.4 | 1.5 | 1.9 | 2.1 | 0.7 | 0.3 | 1.9 | 1.1 | 9.0  |
| 2010                                                                                             | CON    | 34  | 23 | 27.6 | 4.6 | 11.6 | .401 | 1.9 | 5.6 | .349 | 2.7 | 6.0 | .449 | 2.1 | 2.4 | .855 | 0.4 | 1.8 | 2.2 | 4.1 | 1.4 | 0.1 | 2.3 | 2.0 | 13.3 |
| 2011                                                                                             | CON    | 34  | 34 | 29.1 | 4.5 | 11.3 | .400 | 1.8 | 4.7 | .384 | 2.7 | 6.6 | .412 | 3.7 | 4.5 | .829 | 0.4 | 1.8 | 2.1 | 4.9 | 1.4 | 0.1 | 2.6 | 1.4 | 14.6 |
| 2012                                                                                             | CON    | 34  | 0  | 24.0 | 3.4 | 9.8  | .348 | 1.4 | 3.8 | .364 | 2.0 | 6.0 | .338 | 3.4 | 4.1 | .848 | 0.2 | 1.6 | 1.9 | 2.6 | 1.0 | 0.1 | 2.2 | 1.5 | 11.6 |
| 2013                                                                                             | CON    | 23  | 18 | 27.1 | 3.5 | 9.7  | .365 | 1.6 | 4.8 | .327 | 2.0 | 4.9 | .402 | 1.5 | 1.7 | .897 | 0.3 | 1.5 | 1.8 | 3.1 | 0.8 | 0.0 | 2.4 | 1.7 | 10.1 |
| 2014                                                                                             | CON    | 33  | 0  | 16.3 | 2.4 | 6.3  | .373 | 1.1 | 3.2 | .330 | 1.3 | 3.1 | .417 | 0.9 | 1.2 | .775 | 0.2 | 0.6 | 0.8 | 2.4 | 0.6 | 0.1 | 1.3 | 1.2 | 6.7  |
| 2015                                                                                             | TOT    | 36  | 7  | 17.9 | 2.3 | 6.2  | .372 | 0.9 | 2.9 | .311 | 1.4 | 3.3 | .427 | 0.8 | 1.0 | .811 | 0.2 | 1.3 | 1.5 | 2.8 | 0.8 | 0.1 | 1.5 | 1.7 | 6.4  |
| 2015                                                                                             | SEA    | 17  | 2  | 17.8 | 2.4 | 6.2  | .377 | 1.2 | 3.0 | .392 | 1.2 | 3.2 | .364 | 1.2 | 1.4 | .870 | 0.2 | 1.6 | 1.8 | 3.0 | 0.9 | 0.2 | 2.0 | 2.1 | 7.1  |
| 2015                                                                                             | MIN    | 19  | 5  | 17.9 | 2.3 | 6.2  | .368 | 0.7 | 2.9 | .236 | 1.6 | 3.3 | .484 | 0.5 | 0.7 | .714 | 0.2 | 0.9 | 1.2 | 2.5 | 0.7 | 0.1 | 1.0 | 1.3 | 5.7  |
| Carrera                                                                                          |        | 228 | 91 | 23.3 | 3.4 | 8.8  | .383 | 1.4 | 4.0 | .348 | 2.0 | 4.8 | .412 | 2.1 | 2.5 | .838 | 0.3 | 1.4 | 1.7 | 3.1 | 1.0 | 0.1 | 2.0 | 1.5 | 10.2 |
| Notas: J=Juegos; JI=Juegos iniciales; MJ=Minutos jugados; ITC=Intentos de TC; ITL=Intentos de TL |        |     |    |      |     |      |      |     |     |      |     |     |      |     |     |      |     |     |     |     |     |     |     |     |      |

## Vida personal
En abril de 2020, Montgomery se casó con la artista musical, Sirena Grace.